# Ulrich von Weitershausen
Ulrich von Weitershausen oder Wittershausen genannt Richwin (* um 1495 in Mittelhessen oder auf der Burg Bromberg; † 1560, nach 14. Februar, vermutlich auf der Burg Bromberg oder in Kürnbach) war ein herzoglich württembergischer Forstmeister.

## Leben
Ulrich von Weitershausen entstammte der niederadeligen Familie Weitershausen, die ihren Ursprung im hessischen Weitershausen bei Marburg hatte. Er war der Sohn von Richwin von Weitershausen (* um 1465; † 1512/24) und Agathe von Utzlingen (Itzlingen), einer Tochter von Hans von Utzlingen († 1506/11) und Margarethe Vogt von Rieneck.
Sein Vater war Ende des 15. Jahrhunderts in das nordwürttembergische Kirbachtal übersiedelt. 1499 war er verwitwet und hatte einen unmündigen Sohn: Ulrich von Weitershausen. Richwin von Weitershausen wird 1511 als hessischer und 1512 als württembergischer Forstmeister auf dem Stromberg erwähnt; der Wald hinter Burg Sternenfels war ein Kondominium der hessischen Grafschaft Katzenelnbogen mit dem Herzogtum Württemberg. Er besaß 1511 als Nachfolger des Hans von Utzlingen das württembergische Lehen Burg Bromberg.

### In württembergischen Diensten

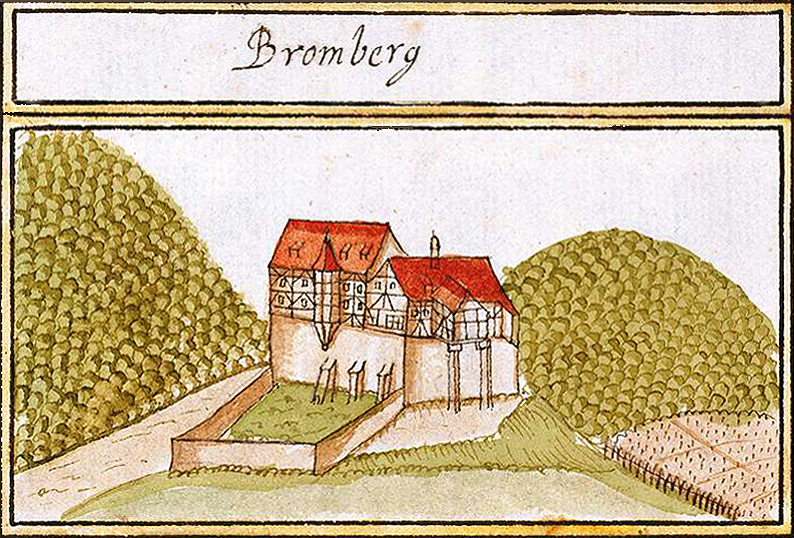
Burg Bromberg, Kiesersche Forstkarte, 1683

Ulrich von Weitershausen verkaufte 1522 in Marburg für bezahlte 140 Goldgulden Frankfurter Währung ein Haus an die Kugelherren. 1523 schloss er sich im Fränkischen Krieg wie sein Onkel Tristan Truchseß von Waldeck († 1553) dem Kriegszug des schwäbischen Bundes gegen den fränkischen Adel an. In der Nachfolge seines Vaters war Ulrich von Wittershausen 1524 im Lehnsbesitz der Burg Bromberg.
1534 stand er in württembergischen Diensten und amtierte als Forstmeister zu Zwiefalten. Von Montag vor Sebastiani (15. Januar) 1537 bis Georgii (23. April) 1543 war Ulrich von Wittershausen genannt Richwein für den württembergischen Hof als „Diener von Haus aus“ mit zwei Pferden verpflichtet, unmittelbar anschließend war er bis 1552 Forstmeister und Keller in Neuenstadt am Kocher. Als Forstmeister kümmerte sich Ulrich von Weitershausen um die Verfolgung von Wilderern oder das Setzen von Grenzsteinen, aber auch um die Verfolgung von Unsittlichkeit und Betrügereien oder Totschlag.
In der Landenbergischen Fehde war Wyttershausen genannt Reichwein auf dem Stromberg ab 1539 unter den Helfern des Christoph von Landenberg († 1546) in seiner Fehde gegen die Stadt Rottweil.  1543 setzte sich Ulrich von Wittershusen genannt Richwein in einem Brief an den Deutschmeister Walther von Cronberg in Mergentheim für die Freilassung eines seit 9 Jahren gefangenen Wiedertäufers ein. Im April 1547 gehörte Ulrich von Weitershausen nach dem für Württemberg verlorenen Schmalkaldischen Krieg, an dem er teilgenommen hatte, zu den mehr als 60 Vertretern der württembergischen Lehnsleute, die in Stuttgart den förmlichen Huldigungseid auf Kaiser Karl V., König Ferdinand und das Haus Österreich leisten mussten. Sein Sohn Bastian von Weitershausen war 1547 bis 1552 Kammerjunker des besiegten Landgrafen Philipp I. von Hessen während dessen Gefangenschaft in den Niederlanden.
1552 bis 1560 war Ulrich von Weitershausen herzoglich württembergischer Forstmeister auf dem Stromberg. Mit der Gemeinde Kürnbach stritt er sich wegen der jährlichen Holzabgabe (dem Gabholz) aus den herrschaftlichen Waldungen bei Güglingen (Liezenberg, Pfaffenstaig und unterm langen Rain am Seelach) und mit der Gemeinde Häfnerhaslach wegen des Ackergeldes aus den drittteiligen Waldungen und wegen der Schweinemast. 1555 erklärte Ulrich von Weitershausen in einem Streit der Kürnbacher Kondominatsherren Württemberg und von Sternfels, seit 60 Jahren hätten die württembergischen Forstmeister die Hölzer Kraich, Seelach, Eschelkopf (Eschelberg) und andere bejagt. Darauf verbot Herzog Christoph von Württemberg Ulrichs späterem Schwiegersohn Bernhard III. von Sternfels die Hohe Jagd und erlaubte nur gegen Revers die Jagd auf Hasen und Füchse.
Im Juni 1554 wurde Ulrich von Weitershausen zusammen mit anderen herzoglichen Lehnsleuten, Amtleuten und Beamten von Herzog Christoph von Württemberg nach Nürtingen zum „Ausmarsch ins Feld“ zur Musterung des württembergischen Landesaufgebots gegen die Bedrohung durch Heinrich II. von Braunschweig-Wolfenbüttel bestellt. 1559 hatte er bei einem eventuellen Feldzug sich selbst, zwei Forstknechte und vier Pferde zu stellen.
1560 gehörte Ulrichen von Weitershausen beim Viertelstag in Ellwangen zu den Mitgliedern des Ritterkantons Kocher, die bereit waren, sich auf ein 10-jähriges Bündnis mit dem Schwäbischen Reichskreis einzulassen, die Verhandlungen blieben allerdings ohne Ergebnis, lediglich eine Ritterordnung der schwäbischen Reichsritterschaft kam zustande.

### Grabmal in Hohenhaslach
Das Doppel-Epitaph der Eheleute von Weitershausen, das aus der Werkstatt des Bildhauers Jeremias Schwarz († 1621) in Leonberg stammt, befindet sich außen an der Südseite des Chorturms der Pfarrkirche St. Georg in Hohenhaslach.

## Familie
Ulrich von Weitershausen war verheiratet mit Anna Lembler († 1576 in der Burg Bromberg) von Horkheim, Tochter von Hans Lämlin († nach 1486), der 1477 mit Mommenheim und der Burg Alzey und 1483 mit Horkheim belehnt war, und der N. Broglin (Prögel) von Öhringen. Ihre Kinder waren:
1. Bastian von Weitershausen genannt Riegwein (* um 1525/35; † 1587), Hofmarschall und Diplomat in Diensten der Landgrafschaft Hessen, des Herzogtums Württemberg und des Deutschen Ordens, verheiratet vor 1556 mit Marie Ursula von Talheim († 1587), gewährte auf Bitten seiner Frau Täufern Schutz auf seinen Besitzungen;[27] er und sein Bruder Eberhard verkauften 1581 ihre hessischen Güter an Caspar Schutzbar genannt Milchling,
2. Maria Elisabeth von Weitershausen (* um 1530; † 1582), Äbtissin des Damenstifts Oberstenfeld, Epitaph in der Stiftskirche,[28]
3. Katharina von Weitershausen (* 1535; † 1609/24), Nonne in Frauenstift Frauenalb
4. Paula von Weitershausen (* 1539; † 1609), von 1574 bis 1598 die letzte Äbtissin des freiadeligen Frauenstiftes Frauenalb,
5. Eberhard von Weitershausen[29] genannt Richwein (* um 1540; † 1609), zu Bromberg und Schatthausen, 1558 Domherr in Speyer, lebte im Konkubinat, 1571 resigniert,[30] besaß 1575 im Kondominium mit Württemberg die Herrschaft Altburg,[31] verheiratet seit 1588 mit Anna Maria von Lammersheim, Inhaber des oberen Brombergs, erbte 11.000 Gulden,[32] vermutlich Schwenckfeldianer;[33] seine Witwe heiratete II. Johann Andreas von Brandt zum Leuzenhof,
6. Maria Agatha von Weitershausen († 1602), verheiratet seit 1563 mit Bernhard III. von Sternfels (* um 1545; † 1598) zu Kürnbach,[34] Sohn von Philipp von Sternenfels († 1556) und Ursula Hofwart von Kirchheim († 1552); Allianzwappen von 1589 am Kürnbacher Schloss, Renaissance-Grabmal in der Michaelskirche zu Kürnbach, kinderlos verstorben.[35]

Aus einer weiteren Ehe seines Vaters Richwin von Weitershausen, vielleicht mit einer Schwester oder Kusine seiner ersten Frau, stammte Richwins Halbschwester Margaretha (1511–1549), die mit Reinhart von Stammheim (1509–1546) verheiratet war.
Eine Schwester († 1526) von Ulrichs von Weitershausen Mutter Agathe von Utzlingen war mit Tristan Truchseß von Waldeck († 1553) verheiratet, der 1496 als Schwager eines Hans von Utzlingen und 1522 als Ulrichs eigener Schwager bezeichnet wird.
Multikonfessionelle Familienkonstellationen waren in sogenannten „Zeitalter der Konfessionalisierung“ in der Frühen Neuzeit nicht ungewöhnlich.

## Wappen

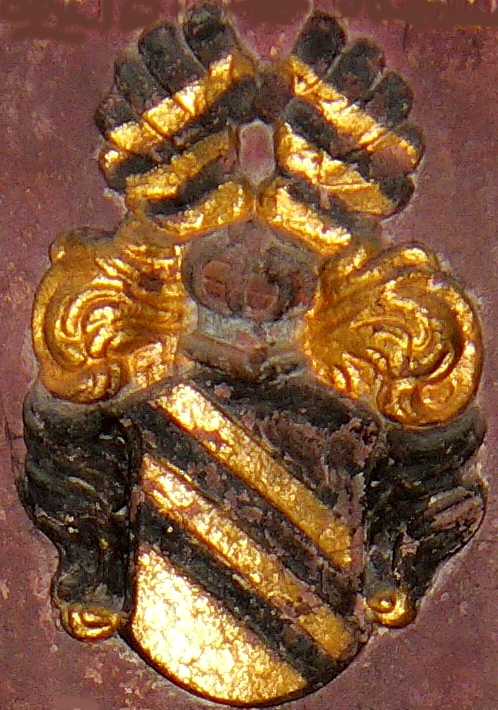
Wappen von Weitershausen auf dem Epitaph des Caspar Schutzbar († 1588) in Treis an der Lumda

Blasonierung: In Schwarz und Silber fünfmal schräglinks geteilt, so dass der obere schwarze und der untere silberne Teil größer ist als die mittleren Teile.

## Werke
- Ulrich von Wittershausen genannt Richwein, Forstmeister zu Neuenstadt und Weinsberg, u. a.: Newenstater, Weinsperger, Beringsweiler Vorstbeschreibungen, 1544; Landesarchiv Baden-Württemberg, Hauptstaatsarchiv Stuttgart (H 107/13 Forstlagerbücher: Neuenstadt, Bd. 1)
- Ulrich von Wittershausen genannt Richwein, Forstmeister am Stromberg, u. a.: Forst Stromberg, 1556; Landesarchiv Baden-Württemberg, Hauptstaatsarchiv Stuttgart (H 107/16 Forstlagerbücher: Stromberg)